# المغرب في الحرب العالمية الثانية
أمتدت الحرب العالمية الثانية ما بين سنة (1939-1945) وكانت لها نتائج سلبية، خاصةً على الدول المستعمرة ، وقد كانت المغرب من الدول المستعمرة التي تم استغلالها في الحرب العالمية الثانية.

## العوامل التي دفعت المغرب للمشاركة في الحرب العالمية الثانية

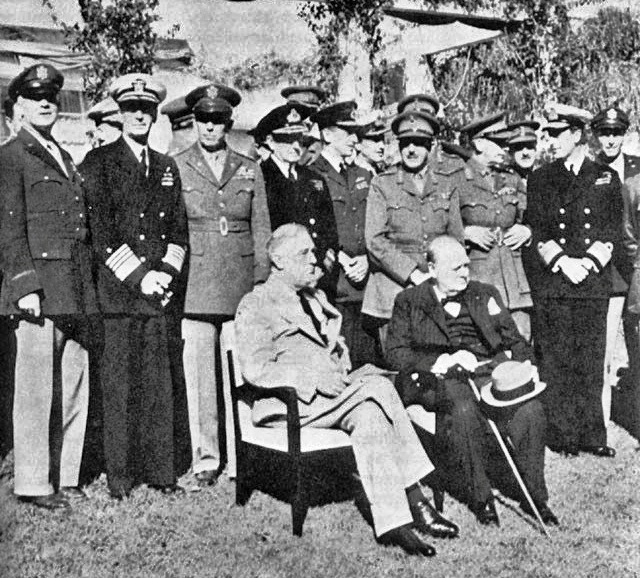
لقاء آنفا (1943)، الرئيس الأمريكي، فرانكلين روزفلت، ورئيس الوزراء البريطاني، آنذاك ونستون تشرشل

رغم وقوعها تحت الاحتلال الفرنسي، فقد ساهمت المغرب إلى جانب الحلفاء وخاصة فرنسا للتصدي إلى الديكتاتوريات الفاشية الإيطالية والنازية الألمانية، وتتجلى أسباب تلك المشاركة في دعوة السلطان محمد الخامس الشعب المغربي إلى مؤازرة فرنسا ماديًا وعسكريًا مباشرة بعد اندلاع الحرب العالمية الثانية.
يرجع سبب مساندة السلطان لفرنسا والحلفاء إلى أن المغرب كانت في تلك الفترة تحت الحماية الفرنسية وإيمان المغرب بقيم السلم والتحرر والسيادة بعد الحرب، ونتيجة لذلك قام عدد كبير من المغاربة بالإستجابة لدعوة الملك محمد الخامس للانخراط في تحرير فرنسا من الغزو النازي، وناهز عدد المغاربة الذين انضموا للجيش الفرنسي خلال الفترة الممتدة ما بين 1942م ونهاية الحرب العالمية الثانية في 1945م، قرابة 85 ألف محارب، إلى جانب الجنود الفرنسيين حيث سقط خلال هذه الحرب 15 ألف قتيل في معارك شمال أفريقيا وأوروبا، وقد كانت المغرب قاعدة إستراتيجية لإنطلاق العمليات العسكرية في منطقة البحر الأبيض المتوسط لصد الجيوش الألمانية والإيطالية، وفي هذا الإيطار نزلت قوات الحلفاء بالسواحل المغربية بالدار البيضاء والمهدية في نوفمبر 1942م، واستضاف المغرب لقاء أنفا في يناير 1943م كمساندة دبلوماسية للحلفاء.

## مظاهر مساهمة المغرب في الحرب إلى جانب دول الحلفاء (عسكريًا واقتصاديًا)
لعب الموقع الاستراتيجي للمغرب دورًا فعالًا وهامًا يتجلى في توفر المغرب على المناطق الساحلية سواء المطلة على البحر الأبيض المتوسط أو المطلة على المحيط الأطلسي وقد شكلت هذه المناطق محطات هامة ومجالًا ملائمًا لإنطلاق الحلفاء والهجوم على الجيوش الألمانية بأوروبا وقد كان لنزول القوات الأمريكية والإنجليزية دورًا فعالًا في إيقاف الزحف الألماني والإيطالي وتوغلهما في السواحل الشمالية لإفريقيا
 ·

### مجالات المساهمة المغربية عسكريًا في الحرب إلى جانب الحلفاء
شارك الجنود المغاربة في جبهات مختلفة إلى جانب الحلفاء فحاربوا في صف واحد مع الجنود الفرنسية ضد إيطاليا وألمانيا فنجحوا في تحرير عدة مناطق لفرنسا منها مرسيليا وتولون، وبعد أيام قليلة من وصولهم إلى الحدود البلجيكية أتت بهم السلطات الفرنسية من المغرب خلال الفترة الإستعمارية، مستعينة بهم لوقف زحف الألمان عبر الأراضي البلجيكية نحو الشمال الفرنسي، وذلك بناءً على معلومات وصلت للأستخبارات الفرنسية، آنذاك، وصل المحاربين المغاربة إلى حدود بلجيكا في 1940م، وساروا على أقدامهم، ووصلوا إلى مكان المعركة، وحاصروا الألمان ثلاثة أيام، وخاضوا معهم حرب شوارع أشاد بها الجميع وقد كانت أهم المناطق التي أرسل إليها الجنود المغاربة لمواجهة القوات الألمانية والإيطالية هي فرنسا وبلجيكا وهولندا. وفقدت المغرب عدة ضحايا في صفوف جنودها من القتلى و الجرحى و المفقودين. وذلك أثر مساهمتها إلى جانب الحلفاء لتحرير اوروبا من الدكتاتوريين الفاشية بإيطاليا والنازية بألمانيا.
| المغرب في الحرب العالمية الثانية | الذين قتلوا في هذه الحرب سقطوا دفاعاً عن الحرية والكرامة لمجتمع يراد أن تسوده الحرية والتسامح ودفاعاً عن الأجيال الجديدة | المغرب في الحرب العالمية الثانية |

### مساهمة المغرب اقتصاديًا في الحرب العالمية الثانية
ساهمت المغرب مساهمة اقتصادية مهمة في الحرب إلى جانب الحلفاء فقد قام بتزويد فرنسا بالمنتوجات الفلاحية من البطاطس ومن عدد المواشي، كوسيلة لسد حاجياتها الأساسية. وقد كان لمساهمة المغرب بشكل كبير لتلبية حاجيات فرنسا اثر سلبي على الاقتصاد المغربي حيث ارتفعت نسبة الصادرات واستنزفت الموارد المغربية.

## نتائج المشاركة المغربية في الحرب العالمية الثانية
القليل من شعوب الدول الأوربية التي تقر بالدور الذي قام به المغرب لتحرير دول أوروبا والمشاركة الفعالة التي قام بها الجنود المغاربة طوال هذه الحرب. وهذا يرجع للأسف إلى حكومات هذه الدول وإلى مؤرخوا التاريخ آنذاك والذين لم يعطوا الأهمية في تعريف شعوبها على هذا الدور الهام الذي ساهم في تحرير هذه الدول من النازية والفاشية، فرغم وجود المغرب تحت وطأة الحماية الفرنسية في الوقت التي اندلعت الحرب النازية في أوروبا، كان محمد الخامس يقود جيشا كبيرا من المغاربة الغيورين على وطنهم والذين كانوا يناضلون من اجل استقلال المغرب من الحماية الفرنسية والاستعمار الإسباني وانحاز إلى قوات الحلفاء ضد النازية والفاشية. فعندما احتل الألمان فرنسا في شهر يونيو 1940 احتفل بعض المغاربة بهزيمتها، وطالبوا بمحالفة ألمانيا بالقول المأثور " عدو العدو صديق "، ولكن السلطان محمد الخامس فضل الوقوف إلى جانب الحلفاء الملتزمون بالديمقراطية التي كان مؤيدا لها ضد الديكتاتورية النازية وكثير من يتذكر مؤتمر أنفا في يناير 1943[بحاجة لمصدر] بالدار البيضاء الذي حضره كل من محمد الخامس والرئيس الأمريكي روزفلت ورئيس الوزراء البريطاني ونستون تشرشل والجنرال ديغول، فقد اجتمعوا لتوحيد الخطة العسكرية ضد دول المحور التي هي ألمانيا وإيطاليا واليابان وكانت ألمانيا أكبرهم شأنا وأشدهم قوة وعلى رأسهم النازي الألماني أدولف هتلر وهكذا وافق الملك على إرسال الجنود المغاربة للقتال إلى جانب الحلفاء وقاموا بدور هام في تحرير شعوب ودول أوروبا من النازية والفاشية، وأبلوا البلاء الحسن ولا تزال بعض كتب التاريخ العسكري تثني على شجاعتهم وحسمهم لكثير من المعارك الصعبة مثل معركة نورماندي بفرنسا ومعركة داون كراك وفالخرن بهولندا ومعركة جبل كازينوا بإيطاليا ومعارك في بعض المدن داخل ألمانيا مثل مدينة شتوتغارت وغيرها.
في الثاني عشر من يوليوز 1943، ألقى المقيم الفرنسي غابرييل بويو كلمة شكر في حق المغاربة الذين أبانوا عن بطولاتهم وبسالتهم خلال الحرب العالمية الثانية أثناء تنصيب تذكار لهم بمدينة بوزنيقة المغربية·

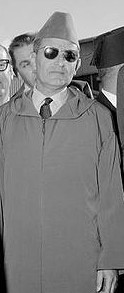
محمد الخامس

واعترافا وتعزيزا للدور الذي قام به المغاربة وسلطانهم محمد الخامس طوال هذا الحرب. رشح الجنرال ديغول يوم احتفال فرنسا باستقلال بلدها في 14 يوليوز 1945 بساحة الايليزي بباريس صدور المغاربة بأوسمة الشرف والشجاعة، واعتبر قائد البلاد السلطان محمد الخامس رمز الحرية ورفيق التحرير، وكان جلالته الوحيد من غير الفرنسيين الذي نال هذا الوسام.
وبهذه المناسبة ألقى الجنرال ديغول كلمة قال فيها:
| المغرب في الحرب العالمية الثانية | جلالة الملك محمد الخامس أنني اقدم في شخصكم جزيل الشكر للشعب المغربي الباسل اثر عزيمتكم القوية ومساعدتكم لنا، فلولاكم يا صاحب الجلالة ولولا جيشكم الشجاع لما حررت بلادي من النازية الألمانية | المغرب في الحرب العالمية الثانية |

واثر مأدبة العشاء التي نظمها روزفلت يوم انعقاد مؤتمر أنفا بالدار البيضاء في 22 يناير 1943 التي حضرها كل من رئيس الوزراء البريطاني وونستون شيرشل ووالجنرال ديغول الذي دعا الحضور إليها كل من محمد الخامس وولي عهده آنذاك الملك الحسن الثاني اغتنم محمد الخامس هذه الفرصة لاعرابه للرئيس الأمريكي عن رغبة بلاده الملحة في الحرية والاستقلال. وفي هذا الصدد ذكره الرئيس روزفلت بأن المغرب كان أول دولة في العالم اعترفت باستقلال الولاية المتحدة عن بريطانيا ووعده بمساعدة المغرب على نيل استقلاله بعد نهاية الحرب ضد النازية مباشرة.
خاتمة انتصر الحلفاء على الألمان وبدأت الدول الأوربية في إعادة بناء وتشييد ما هدم وخرب، لم تعد أي دولة تفكر في ما وعدت بها المغرب ألا وهو منحه الاستقلال بعد انتهاء الحرب مباشرة وضل 12 سنة يدافع ملكا وشعبا حتى ناله واستعاد حريته يوم 18 نوفمبر 1956.